# Птолемей Епигон
Птолемей Епигон (на старогръцки: Πτολεμαίος Νιος, Πτολεμαίος Α' ο Επίγονος) е от 265 г. пр. Хр. до 259 г. пр. Хр. цар на Египет като сърегент на цар Птолемей II Филаделф. Той е от македонски и тесалийски произход от Мала Азия и претендент за трона на Древна Македония от 279 до 277 г. пр. Хр.
Той е първият син на Лизимах († 281 г. пр. Хр.), цар на Тракия, Древна Македония и Западна Мала Азия, и третата му съпруга Арсиноя II († 270 г. пр. Хр.), дъщеря на диадох Птолемей I и втората му съпруга Береника I. Брат е на Лизимах и Филип. Той е поубрат на Агатокъл, Александър, Арсиноя I и Евридика и на още един и на Александър.
Той расте в Ефес. След смъртта на баща му през през 281 г. пр. Хр. в битката при Корупедия, майка му успява да избяга от настъпващата селевкидска войска в Касандрия. В Касандрия тя сключва брачен договор с полубрат си Птолемей Керавън, който обаче убива след това братята му Филип и Лизимах, a нея изгонва от града и тя отива с двама слуги в Самотраки. Птолемей се спасява.
Той е командир на войската през Хремонидовата война (267–261 г. пр. Хр.) срещу Македония. Той въстава в Мала Азия против Птолемей II, но въстанието е потушено и от пролетта 259 г. пр. Хр. не се появява в източниците